# NGC 7377
NGC 7377 في الفهرس العام الجديد، هي مجرة، تقع في كوكبة الدلو. اكتشفت في 13 أكتوبر 1786 بواسطة ويليام هيرشل.

## روابط خارجية
- NGC 7377 على موقع ويكي سكاي: DSS2, SDSS, GALEX, IRAS, Hydrogen α, X-Ray, Astrophoto, Sky Map, Articles and images